# Loni Qaraba
Loni Qaraba (8 novembre 1984) è un calciatore salomonese, difensore del Western United.

## Carriera

### Nazionale
Ha debuttato in Nazionale il 4 giugno 2012, in Figi-Isole Salomone (0-0). Ha partecipato, con la Nazionale, alla Coppa delle nazioni oceaniane 2012. Ha collezionato in totale, con la maglia della Nazionale, 4 presenze.